# De curieuze neuzen
De curieuze neuzen is een stripverhaal uit de reeks van Suske en Wiske. Het wordt geschreven door een scenario- en tekenteam onder leiding van Peter Van Gucht en Luc Morjaeu. Het wordt gepubliceerd in De Standaard en Het Nieuwsblad vanaf 24 mei 2007. De eerste albumuitgave is op 4 juli 2007.

## Locaties
Dit verhaal speelt zich af op de volgende locaties:
- België, de Supershop, de Grote Gok tempel, hoofdkwartier van de Neuzelingen, nieuwe hoofdkwartier van de Neuzelingen, Neuzelingentoren naast chemische fabriek, huis tante Sidonia, huis Lambik, zakenkantoor Willibrordus.

## Personages
In dit verhaal komen de volgende personages voor:
- Suske, Wiske, tante Sidonia, Lambik, Jerom, professor Barabas, Karel van Hokkegem (de Grote Gok) en de Neuzelingen, broeder Jacob, de ouders van Karel, Net de Anker, Sprotje en Del Rondello, neef Rosse John en zijn vrouw Big Snowbel[1], de vader van tante Sidonia[2], de vader van Lambik[3] en Arthur, Sus Antigoon.

## Het verhaal
Tante Sidonia doet boodschappen voor een feest in de Supershop en wordt geholpen door een vreemde man met een gekke neus die haar een blaadje “Snotvod” aanbiedt, hij vertelt dat hij lid is van de Neuzelingen. Suske heeft een erg slecht humeur en sluit zich op in zijn kamer, de Neuzelingen bellen aan maar tante Sidonia stuurt ze weg. Nicht Net de Anker, Sprotje en Del Rondello, neef Rosse John en zijn vrouw, de vader van tante Sidonia, de vader van Lambik en Arthur komen langs. Suske voelt zich erg eenzaam tijdens dit familiefeest. Er wordt een pakje voor Suske afgeleverd, maar hij blijkt te zijn verdwenen. Tante Sidonia schakelt de politie in en het feest is afgelopen. In het park wordt Suske aangesproken door een Neuzeling en gaat mee naar de Grote Gok tempel. Hij wordt bedwelmd als hij naar huis terug wil gaan en wordt door de Grote Gok tot zijn Opvolger benoemd. Op tv zien de vrienden beelden van de oorlog in Agressanië, de tienduizendste clusterbom is gegooid en er zijn orkanen. Ook is de Orde der Neuzelingen opgericht door Karel van Hokkegem uit Terneuzen. Hij liep weg als dertienjarige jongen en gebruikte zijn scheldnaam als geuzennaam, hij maakt parfum en bouwt de Neuzelingentoren voor massale productie hiervan. Hij zal de dampkring met het goedje volspuiten en de mensheid zal dan één grote gelukkige Grote Gok familie worden. Tante Sidonia herkent het huis van de tv-beelden en wil Suske halen, de gehele bevolking is al Neuzeling en Lambik wordt bedwelmd.
Wiske wil met Suske praten, maar die wordt dan ontvoerd door een motorrijder. Wiske en tante Sidonia achtervolgen hem en de motorrijder gooit dan een pakje in de auto en kan met Suske aan de Neuzelingen ontkomen. Suske probeert de motorrijder te bedwelmen, maar deze draagt een masker en het mislukt. In het hoofdkwartier van de Neuzelingen hoort de Grote Gok dat de Opvolger is verdwenen, ze verhuizen naar een nieuw hoofdkwartier en Lambik moet Suske zoeken met een speciale speurneus via gps. De motorrijder blijkt Jerom te zijn en hij brengt Suske naar professor Barabas, die hem onderzoekt om een antigif te ontwikkelen. Lambik en broeder Jacob vinden de vrienden, maar ze kunnen ontkomen in een speciaal aangepaste deux chevaux. In het nieuwe hoofdkwartier hangen schilderijen van Cleopatra, Charles de Gaulle, Cyrano, en Caesar, allen met een grote neus. De Grote Gok heeft een spiegel neergehangen om zijn eigen beeltenis te kunnen zien. Lambik moet professor Barabas tegenhouden en Jerom moet helpen met de bouw van de Neuzelingentoren, Suske moet de werkzaamheden leiden. De supereend is bij het huis van Lambik ontdekt en wordt omsingeld en aangevallen door de Neuzelingen.
Er is bomaanslag bij de chemische fabriek en een gebroken tank wordt vervangen door een andere, de openingsceremonie volgt op de dag der Neuzelingen en de lucht wordt door het parfum gevuld. De mensen beginnen de Grote Gok uit te joelen en het blijkt het antigif van professor Barabas, die stiekem vermomd onder de Neuzelingen was, te zijn. De Grote Gok gijzelt Suske en dwingt professor Barabas het controlepaneel stuk te slaan, Jerom voorkomt dat het echte parfum in de lucht terechtkomt maar de fabriek ontploft daarna. De toren raakt zakenkantoor Willibrordus en Jerom blijkt professor Barabas en Suske gered te hebben tijdens de ontploffing. Suske heeft spijt van zijn gedrag en zijn vrienden zijn blij hem terug te hebben, de Grote Gok wordt door zijn ouders aangesproken. Het blijkt dat ze al een tijdje lid zijn van de Orde om maar dicht bij hem te kunnen zijn, ze hebben nooit gesnapt dat hij wegliep van huis. De Grote Gok wordt uitgeleverd aan de politie en Suske bekijkt zijn pakje, het blijkt een schilderij van Sus Antigoon te zijn en hij vertelt dat hij 's nachts zal langskomen als Suske over het schilderij wrijft.

## Achtergronden
Bij de aanval op het huis van Lambik wordt verwezen naar Home Alone en The Shining (als Lambik met een bijl door de deur komt).
Dit verhaal is het eerste dat verscheen met de nieuwe cover.

## Achtergronden bij de uitgaven
- De eerste publicatie vindt plaats in de dagbladen De Standaard en Het Nieuwsblad met 2 stroken per dag vanaf 25 mei 2007. Hieraan voorafgaand is op 24 mei de gebruikelijke aankondiging.